# Jupitertemplet, Split

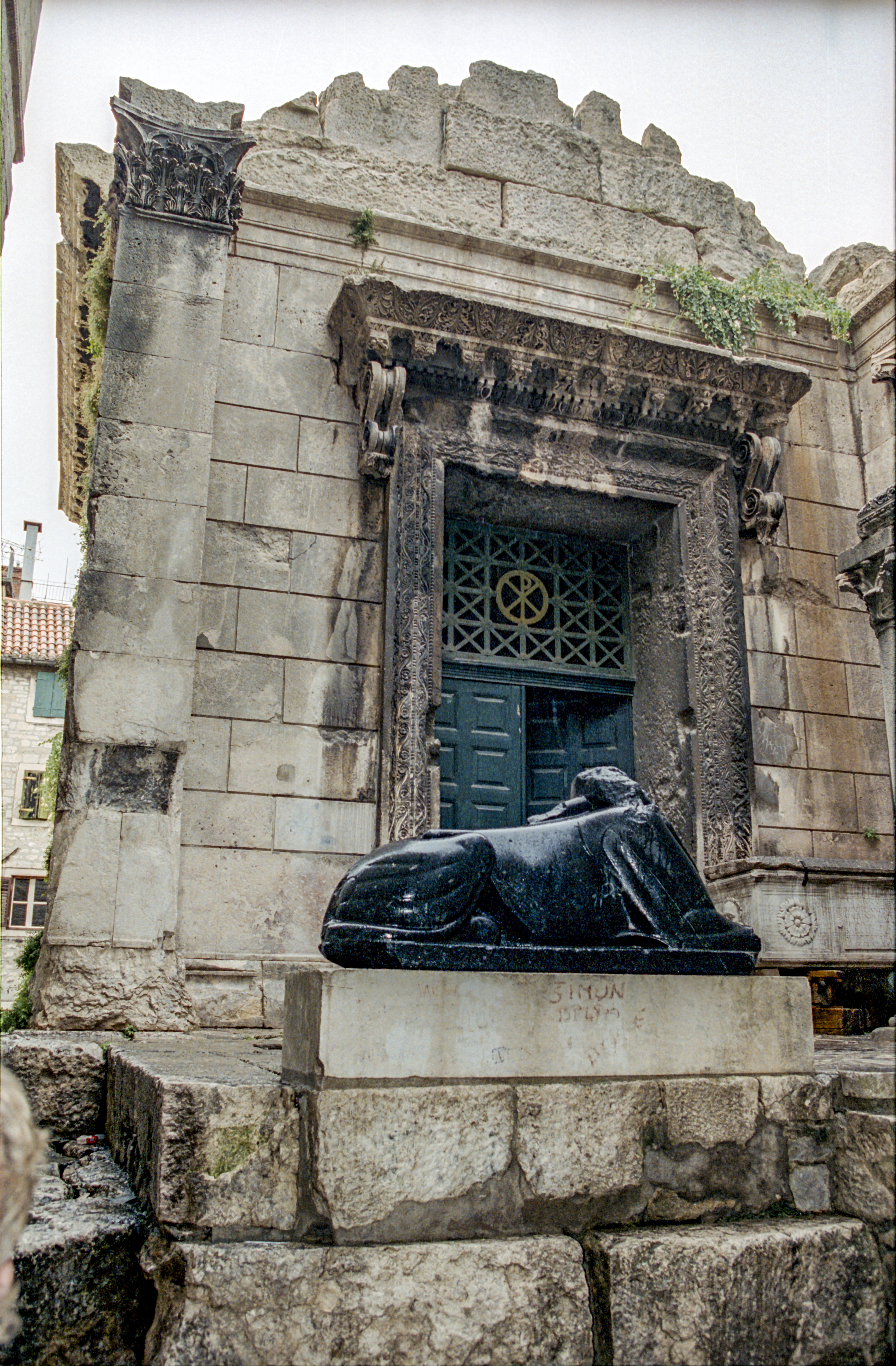
Huvudlös sfinx framför ingången till det forna romerska templet, idag kristna kapellet.

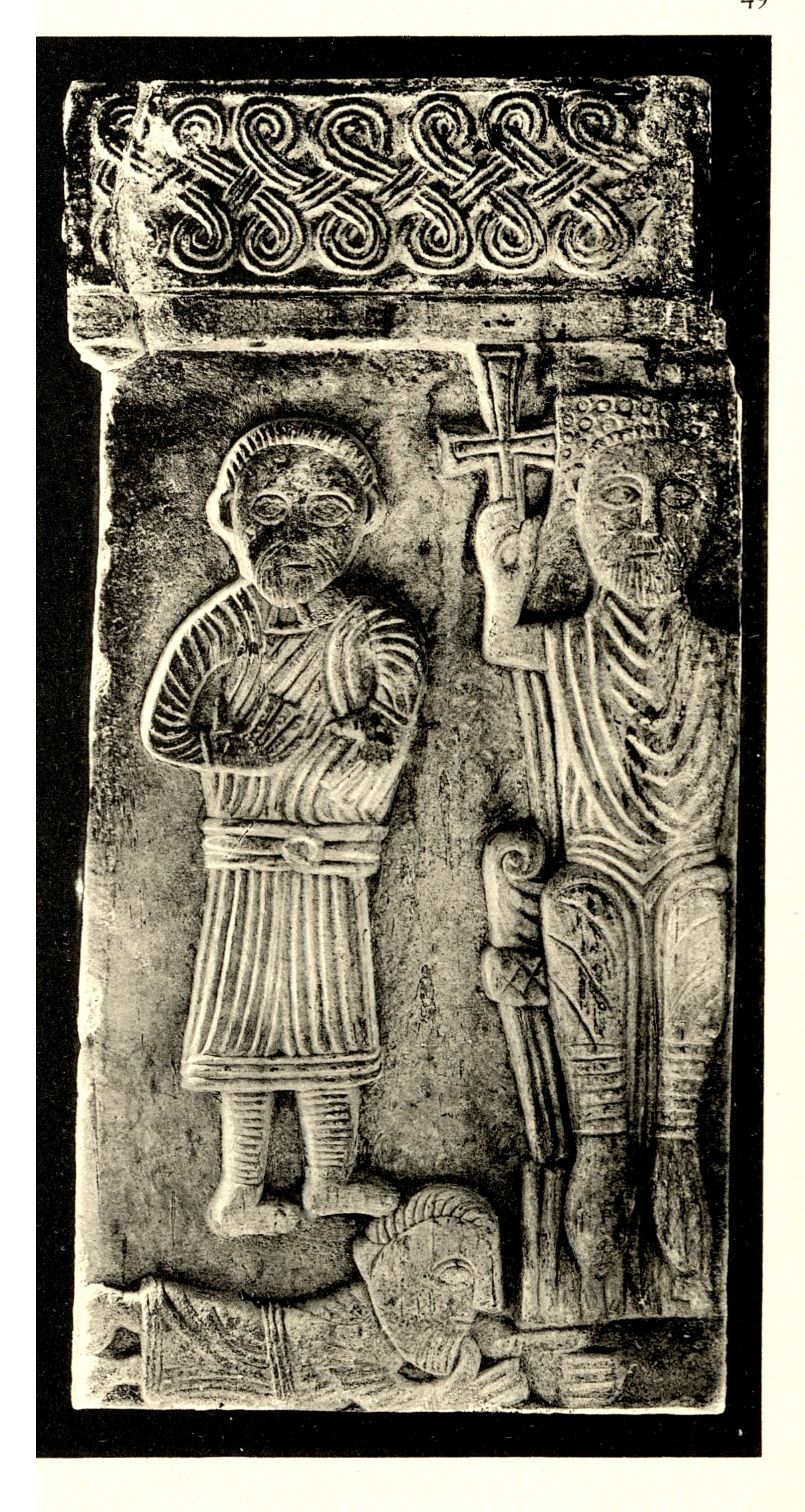
Förromansk marmortavla föreställande den kroatiska kungen.

Jupitertemplet (kroatiska: Jupiterov hram) är ett tidigare romerskt tempel i staden Split i Kroatien. Templet ligger vid Peristylen i den västra delen av Diocletianus palats och var troligtvis tillägnat guden Jupiter. Templet uppfördes under 200-talet och är idag en av Splits sevärdheter.

## Historia
Jupiters tempel uppfördes 295-305 som en del av Diocletianus palats. På 500-talet gjordes templet om till ett kristet kapell och kallas sedan dess Johannes dopkapell.

## Interiör
I det tidigare templet, nuvarande Johannes dopkapell, finns en dopfunt med en förromansk marmortavla troligtvis föreställande kung Petar Krešimir IV eller  Zvonimir. Marmortavlan som i överkant är dekorerad med ornamentalt kroatiskt flätmönster är den äldsta kända avbildningen av vad som tros föreställa en kroatisk kung. I kapellet finns två sarkofager i vilka två av Splits biskopar är begravda. Biskop Johannes (Ivan II:s) sarkofag är från 700-talet och biskop Laurentius (Lovros) sarkofag från 1000-talet. Vid den bakre muren finns en bronsskulptur av Ivan Meštrović föreställande Johannes.

## Exteriör
Vid templet finns en huvudlös sfinx från 1500-talet f.Kr. som är en av dussintalet sfinxer som kejsaren lät föra från Luxor i Egypten till sitt palats.

### Fotnoter
1. 1 2  Unesco.org (engelska)
2. ↑  Visitsplit.com (engelska)
3. ↑  Split.hr Arkiverad 24 september 2015 hämtat från the Wayback Machine. (engelska)
4. ↑  Croatia-split.com Arkiverad 3 oktober 2013 hämtat från the Wayback Machine. (engelska)